# La Pommeraye (Calvados)
La Pommeraye ist eine französische Gemeinde mit 66 Einwohnern (Stand: 1. Januar 2022) im Département Calvados in der Region Normandie. Sie gehört zum Arrondissement Caen und zum Kanton Le Homt. Die Einwohner werden als Pommerais bezeichnet.

## Geografie
La Pommeraye liegt rund 17 Kilometer westlich von Falaise. Umgeben wird die Gemeinde von Donnay im Norden, Bonnœil im Nordosten, Pierrefitte-en-Cinglais im Osten und Südosten, Cossesseville im Süden, Le Bô im Südwesten, Le Vey im Westen sowie Saint-Omer in nordwestlicher Richtung.

## Bevölkerungsentwicklung
| Jahr                             | 1793 | 1836 | 1876 | 1926 | 1946 | 1968 | 1990 | 2016 |
| Einwohner                        | 208  | 149  | 88   | 93   | 99   | 74   | 49   | 68   |
| Quelle: Cassini, EHESS und INSEE |      |      |      |      |      |      |      |      |

## Sehenswürdigkeiten
- Kirche Notre-Dame aus dem 18. Jahrhundert
- „Château de la Pommeraye“, Schloss aus dem 11. Jahrhundert
- Ruinen einer Burganlage aus dem 11./12. Jahrhundert

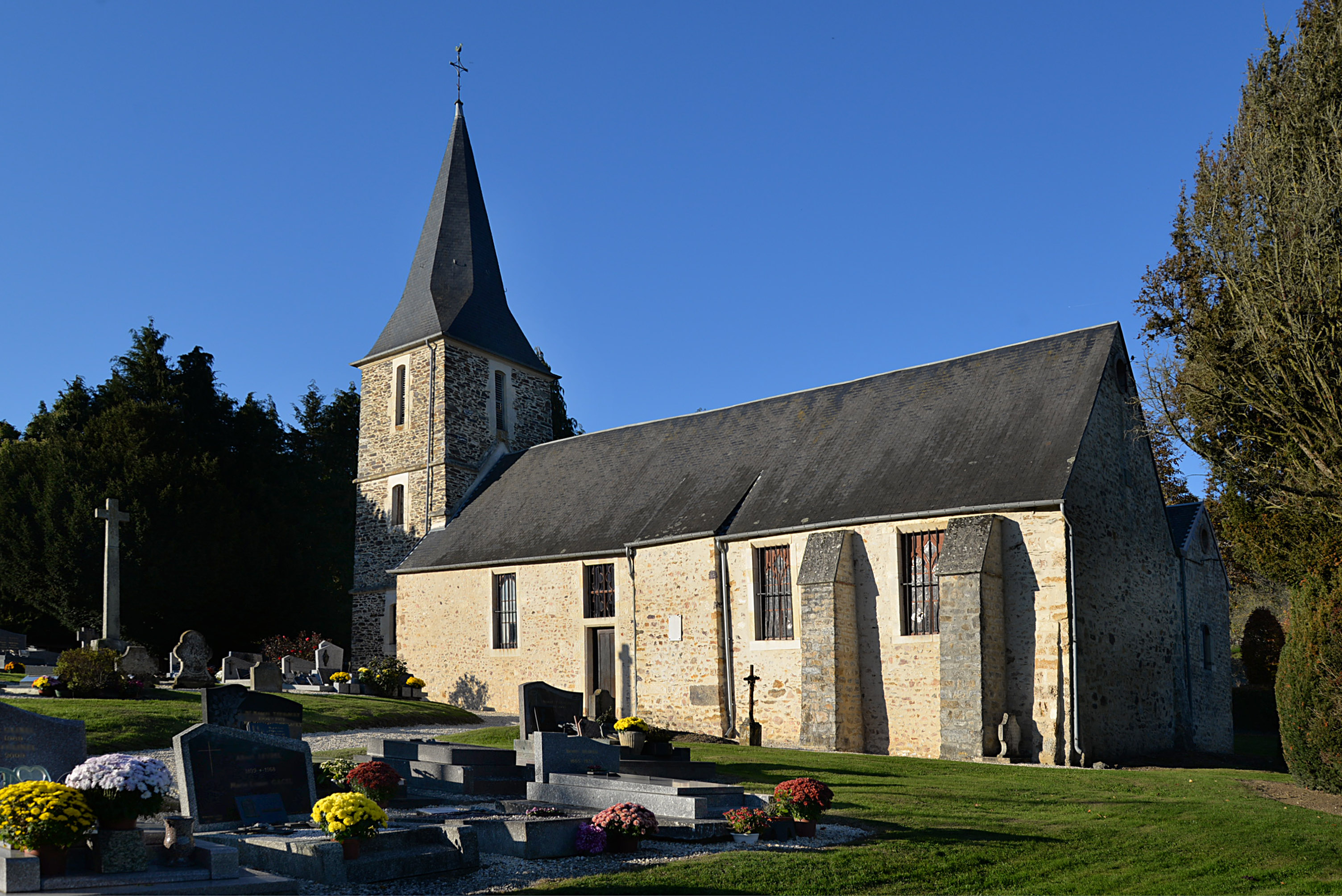
Kirche Notre-Dame
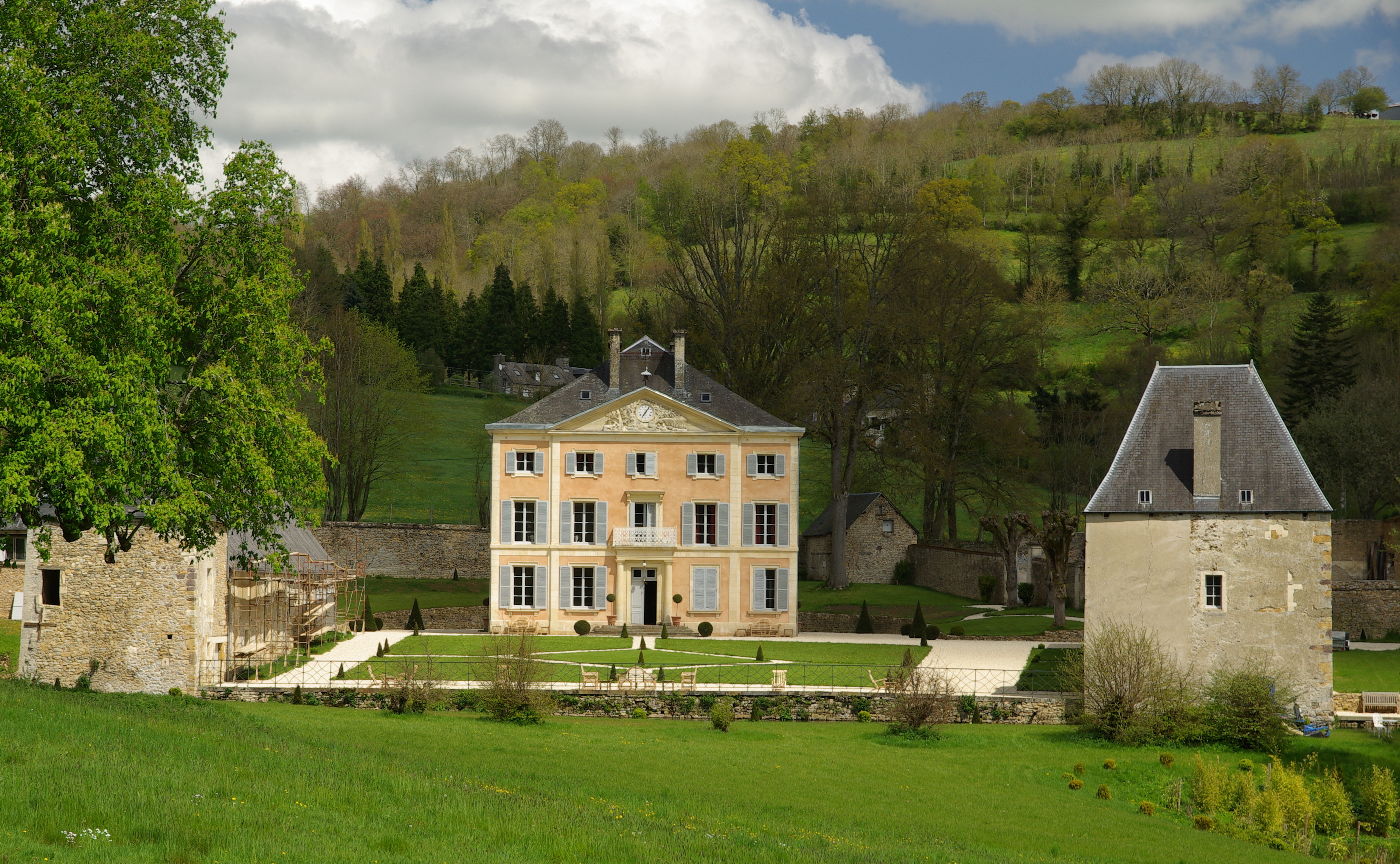
„Château de la Pommeraye“